# Diana Amft
Diana Amft (ur. 7 listopada 1975 w Gütersloh) – niemiecka aktorka i autorka książek dla dzieci.

## Życie i kariera

### Dzieciństwo i wykształcenie
Jej ojciec był gospodarzem domu w miejscowości Herzebrock-Clarholz w Nadrenii Północnej-Westfalii. Tam spędziła dzieciństwo i młodość. Zdobyła wykształcenie urzędniczki prawnej w sądzie rejonowym w Rheda-Wiedenbrück.
W tym okresie brała lekcje śpiewu w Bielefeld i bezskutecznie próbowała dostać się na Uniwersytet Sztuk Folkwang w Essen.

### Kariera aktorska
W wieku 20 lat Diana Amft została przyjęta do szkoły teatralnej Zerboni w Monachium. W tym czasie zaczęła grać w teatrze, a od 1999 r. w produkcjach telewizyjnych.
Diana Amft zyskała rozgłos dzięki roli Inken w filmie Dziewczyny, dziewczyny (2001) i jego kontynuacji Mädchen, Mädchen 2 – Loft oder Liebe (2004). Na ścieżce dźwiękowej tego ostatniego zaśpiewała utwór Funky Freakshow ze szwajcarskim girls bandem Tears. W latach 2008–2011 można ją było zobaczyć u boku Floriana Davida Fitza w głównej roli doktor Margarete „Gretchen“ Haase, w wielokrotnie wyróżnianym serialu telewizyjnym Doctor’s Diary.
W 2013 r. otrzymała główną rolę kobiety po trzydziestce z dzieckiem w sitcomie RTL pt. Christine. Perfekt war gestern!, który był adaptacją amerykańskiego serialu Nowe przygody starej Christine. W tym samym roku grała i śpiewała rolę Ottilie Giesecke w nowej adaptacji śpiewogry Ralpha Benatzkyego Im weißen Rössl – Wehe Du singst!. Za wzór posłużyła stara berlińska komedia Oscara Blumenthala i Gustava Kadelburga pod tym samym tytułem, która już kilkukrotnie została przeniesiona na ekran.
W 2017 r. uczestniczyła w reklamie batonów Yogurette.
Od 2018 r. należy wraz z Margaritą Broich do stałej obsady serialu ARD Meine Mutter…, w roli kierowniczki hotelu Antonii ‚Toni‘ Janssen.

### Kariera pisarska
W 2010 r. Amft napisała książkę dla dzieci Die kleine Spinne Widerlich, która z ilustracjami Martiny Matos ukazała się nakładem wydawnictwa Bastei Lübbe w 2011 r. Do 2019 r. ukazało się osiem tomów w ramach tej serii.

### Życie prywatne
Diana Amft jest mężatką i mieszka w Berlinie.

## Filmografie

### Kino
- 2000: Auszeit
- 2001: Dziewczyny, dziewczyny
- 2002: Stuart Malutki 2 (głos Margalo)
- 2002: Ganz und gar
- 2002: Knallharte Jungs
- 2004: Mädchen, Mädchen 2 – Loft oder Liebe
- 2005: Princes(s) (film krótkometrażowy)
- 2008: Das Geheimnis unserer Liebe
- 2009: Potwory kontra Obcy (głos Susan Gigantika)
- 2010: Piekielna jedenastka
- 2012: Frisch gepresst
- 2013: Im weißen Rössl – Wehe Du singst!
- 2014: Siostry wampirki 2 (Die Vampirschwestern 2 – Fledermäuse im Bauch)
- 2016: Die Vampirschwestern 3 – Reise nach Transsilvanien
- 2018: Der Junge muss an die frische Luft
- 2020: Yakari – film (głos bobra)[13]

### Telewizja
- 1999: Unschuldige Biester
- 2000: Eine Liebe auf Mallorca 2
- 2001: Eine Liebe auf Mallorca 3
- 2001: Der Ermittler (Die Vampirschwestern 2 – Fledermäuse im Bauch Mord auf dem Golfplatz)
- 2000–2007: SOKO 5113/SOKO München (serial, różne role, 4 odcinki)
- 2001: Zwei Männer am Herd (serial, 7 odcinków)
- 2002: Das Traumschiff: Chile und die Osterinseln (serial)
- 2004: Vernunft & Gefühl
- 2005: SOKO Kitzbühel (serial, odcinekAu-pair)
- 2005: Kobra – oddział specjalny (serial, odcinek Heldentage)
- 2005: Die drei Musketiere
- 2005: Wen die Liebe trifft
- 2008: Maja
- 2007: Der geheimnisvolle Schwiegersohn
- 2007: Die Märchenstunde (serial, odcinek Die Prinzessin auf der Erbse)
- 2007: Innere Werte
- 2008–2011: Doctor’s Diary (serial, 24 odcinki)
- 2008: Zwei Zivis zum Knutschen
- 2008: Utta Danella – Das Geheimnis unserer Liebe (serial)
- 2008: Im 7. Himmel – Nachricht von Tom
- 2010: Kein Geist für alle Fälle
- 2010–2016: Der Bulle und das Landei (serial, 6 odcinków)
- 2010: Liebe und andere Delikatessen
- 2011: Plötzlich fett!
- 2012: Blonder als die Polizei erlaubt
- 2012: Obendrüber, da schneit es
- 2013: Christine. Perfekt war gestern!
- 2014: Wir tun es für Geld
- 2014–2015: Josephine Klick – Allein unter Cops (serial, 12 odcinków)
- 2017: Katie Fforde: Bellas Glück (serial)
- 2017: Abi ’97 – gefühlt wie damals
- 2018: Der Lack ist ab (serial, 1 odcinek)
- od 2018: Meine Mutter… (serial)
  - 2018: Meine Mutter ist unmöglich
  - 2019: Meine Mutter spielt verrückt
  - 2020: Meine Mutter traut sich was
  - 2020: Meine Mutter will ein Enkelkind
  - 2021: Meine Mutter im siebten Himmel
  - 2021: Meine Mutter und plötzlich auch mein Vater
- 2019: Camping mit Herz
- 2021: Zum Glück zurück
- 2021: Queens of Comedy[13]

## Publikacje
- Die kleine Spinne Widerlich. tom 1, 2011
- Die kleine Spinne Widerlich – Der Geburtstagsbesuch. tom 2, 2012
- Die kleine Spinne Widerlich – Ferien auf dem Bauernhof. tom 3, 2015
- Die kleine Spinne Widerlich – Das Geschwisterchen. tom 4, 2016
- Die kleine Spinne Widerlich – Komm, wir spielen Schule! tom 5, 2017
- Die kleine Spinne Widerlich – Ausflug ans Meer. tom 6, 2018
- Die kleine Spinne Widerlich – Wundervolle Winterzeit. tom 7, 2018
- Die kleine Spinne Widerlich sagt Gute Nacht. tom 8, 2019[14]

Część książek ukazała się również w polskim tłumaczeniu.

## Nagrody
- 2002: Deutscher Comedypreis dla Knallharte Jungs
- 2008: Deutscher Fernsehpreis dla Doctor’s Diary
- 2009: Adolf-Grimme-Preis dla Doctor’s Diary
- 2009: Bayerischer Fernsehpreis dla najlepszej aktorki w kategorii Serien und Reihen dla Doctor’s Diary
- 2009 i 2010: nominowana do nagrody Deutscher Comedypreis w kategorii Beste Schauspielerin
- 2010: Goldene Nymphe – Beste Seriendarstellerin na Monte Carlo Television Festival dla Doctor’s Diary
- 2011: Romy w kategorii Beste Seriendarstellerin za rolę w Doctor's Diary
- 2012: nagroda Jupiter w kategorii Beste TV-Darstellerin[16]